# Lhota (Kladnói járás)
Lhota település Csehországban, a Kladnói járásban. Lhota Družec, Žilina, Lány, Běleč és Bratronice településekkel határos. Lakosainak száma 669 fő (2024. január 1.).

## Népesség
A település lakosságának változását az alábbi diagram mutatja:
| Lakosok száma | 505  | 629  | 629  | 591  | 629  | 535  | 643  | 646  | 675  | 669  |
|               | 1869 | 1890 | 1921 | 1950 | 1980 | 2001 | 2017 | 2019 | 2022 | 2024 |